# Suwerenność
Suwerenność (z ang. sovereign „suweren(ny)” i fr. souverain „najwyższy” od łac. super „nad; dodatkowo”) – zdolność do samodzielnego, niezależnego od innych podmiotów, sprawowania władzy politycznej nad określonym terytorium, grupą osób lub samym sobą. Suwerenność państwa obejmuje niezależność w sprawach wewnętrznych i zewnętrznych.
Słowa „suwerenność” użył po raz pierwszy Jean Bodin w 1576 roku, a po nim Cardin Le Bret w 1632. Obaj pojmowali ją jako wyłączność monarchy do sprawowania władzy ustawodawczej i wykonawczej na terenie swego państwa.

## Suwerenność wewnętrzna i zewnętrzna
Suwerenność wewnętrzna polega na tym, że władza sama może decydować o zakresie swojego działania. Władza państwowa jest niezależna od organizacji działających na terytorium państwa, jak na przykład organizacje pozarządowe, krajowe organizacje związków zawodowych, Kościoły. Suwerenność zewnętrzna gwarantuje, że państwo jest niezależne od innych państw w podejmowaniu decyzji. Suwerenność ta polega także na braku możliwości wpłynięcia na państwo za pośrednictwem organizacji międzynarodowych, międzynarodowych grup nacisku i sojuszy politycznych. W Projekcie wieczystego pokoju Immanuel Kant jako jego warunki wymieniał m.in. zakaz aneksji jednego państwa przez inne i zakaz ingerencji „przemocą do ustroju i rządów innego państwa”.

## Pojęcie suwerenności i jego ewolucja
Suwerenność państw jest jednym z podstawowych terminów prawa międzynarodowego. Oznacza ona niezależność państwa, wyrażającą się w posiadaniu osobowości prawnej, stanowiącej najwyższą władzę na danym terytorium. Państwo suwerenne jest zatem w stosunkach międzynarodowych podmiotem prawa międzynarodowego. Władze państwowe mogą więc podejmować dowolne działania, takie, jakie uznają za najkorzystniejsze dla interesów danego państwa. Jednakże granicą wykonywania władzy suwerennej jest poszanowanie suwerenności pozostałych podmiotów prawa międzynarodowego oraz norm, które przyjęły na siebie w wyniku podpisywania różnego typu zobowiązań prawno-międzynarodowych.
Pojmowanie suwerenności ewoluuje wraz z rozwojem stosunków międzynarodowych. Dlatego definicja utworzona przez Jeana Bodina ujmowała państwo suwerenne jako takie, które nie uznaje nikogo wyższego od siebie prócz Boga. Obecnie taka nieomalże absolutna niezależność jest nierealna. Złożyły się na to: ogromny wzrost liczby państw, pojawienie się niepaństwowych uczestników stosunków międzynarodowych, istnienie wielu skomplikowanych powiązań między państwami oraz faktyczna niemożność całkowicie samodzielnego funkcjonowania państwa, i to w każdej sferze – politycznej, gospodarczej, kulturowej.
Dlatego ważniejszym elementem pojęcia suwerenności jest sprawowanie władzy nad określonym terytorium niż pełna niezależność. Wyrazem suwerenności jest zazwyczaj utrzymywanie stosunków dyplomatycznych z innymi państwami, podpisywanie umów międzynarodowych, uczestnictwo w organizacjach, choć może istnieć państwo suwerenne podejmujące bardzo ograniczone działania w tych dziedzinach. Istnieje też możliwość, by część państw nie uznawała suwerenności danego kraju, najczęściej kierując się względami politycznymi. W takiej sytuacji była na przykład Niemiecka Republika Demokratyczna, z którą rozwinięte państwa kapitalistyczne nie utrzymywały kontaktów aż do początków lat 70. Państwa mogą też decydować się na przekazanie części swoich uprawnień na inne państwo. Taki charakter miały protektoraty mocarstw kolonialnych nad niektórymi krajami pozaeuropejskimi, które choć zachowywały swą państwowość, godziły się na reprezentowanie siebie za granicą przez na przykład Francję (Tunis, Maroko) czy Wielką Brytanię (Aden), by ochronić resztki niepodległości. Określano je mianem państw półsuwerennych.
Znaczenie zasady suwerenności podkreśla fakt, że została ona ujęta we wszystkich podstawowych dokumentach międzynarodowych. Karta Narodów Zjednoczonych, określając zasady postępowania swych członków i samej organizacji, na pierwszym miejscu wskazywała na „suwerenną równość” (art. 2.1), zobowiązując członków „do powstrzymania się w swych stosunkach międzynarodowych od groźby użycia siły lub użycia jej przeciwko integralności terytorialnej lub niezawisłości politycznej któregokolwiek państwa bądź w jakikolwiek inny sposób niezgodny z celami Organizacji Narodów Zjednoczonych” (art. 2.4). Dawniejsze ius ad bellum zastąpione zostało przez prawo do samoobrony (art. 51 Karty). Uchwalona w 1970 roku Deklaracja zasad prawa międzynarodowego
 stwierdzała, że wszystkie państwa korzystają z suwerennej równości, która obejmuje takie elementy jak:
- państwa są równe wobec prawa
- każdemu państwu przysługują prawa wynikające z pełnej suwerenności
- każde państwo ma obowiązek szanować podmiotowość innych państw
- integralność terytorialna i niepodległość polityczna państwa są nietykalne
- każde państwo ma prawo swobodnie wybrać i rozwijać swój system polityczny, społeczny, gospodarczy i kulturalny
- każde państwo ma obowiązek stosować się w pełni i w dobrej wierze do swoich zobowiązań międzynarodowych i pokojowo współżyć z innymi państwami.

Tylko państwa mogą być członkami ONZ (art. 4 Karty) i stronami w procesie przed Międzynarodowym Trybunałem Sprawiedliwości (art. 34 Statutu) oraz przed Stałym Trybunałem Arbitrażowym.

## Suwerenność współcześnie

### Rewizja podstawowych pojęć
W ustroju demokratycznym nosicielem suwerenności państwowej (suwerenem) jest lud. We współczesnych stosunkach międzynarodowych zachodzą zjawiska i procesy wywierające znaczący wpływ na sytuację państw i nakazujące inaczej patrzeć na ich pozycję i rolę. Na tym tle pojawia się potrzeba dokonywania rewizji podstawowych pojęć odnoszących się do uczestników stosunków międzynarodowych i wzajemnych relacji między nimi. Do takich należy zasada suwerenności państwa.
Nowa interpretacja ma znaczenie nie tyle teoretyczne, co praktyczne, państwa bowiem muszą zaadaptować się do nowych warunków, kreując swoją politykę zagraniczną, określając rację stanu. Rozważając problem suwerenności, należy zatem przypatrzeć się zarówno czynnikom powodującym zmiany w rzeczywistości międzynarodowej, jak i ich stosunkom dla suwerenności państwa – czy i na ile jest ograniczona (osłabiona) lub poszerzona (wzmocniona) oraz na jakich płaszczyznach te zjawiska zachodzą.

### Czynniki wpływające na kwestię suwerenności państwa
Jednym z istotnych czynników jest fakt rosnących wzajemnych powiązań państw o charakterze bilateralnym, ale i wielostronnym, często ujętym w trwałe formy organizacyjne. Liczba państw, z którymi można wchodzić we wzajemne zależności, stale rośnie. Niezależność, traktowana dotąd jako atrybut suwerenności, jest zatem pochodną rodzaju tych więzi. Im są one ściślejsze, utrudniające w wyniku rozmowy całkowicie samodzielne podejmowanie decyzji, tym faktyczna samodzielność państwa jest bardziej ograniczona. Może to dotyczyć sfery politycznej, militarnej, gospodarczej. Jednak opłacalność, a nawet przymus rozwijania współpracy jest sprawą decydującą i liczba powiązań stale rośnie. Jeśliby niezależność pojmować absolutnie, należałoby zakładać potencjalnie choćby samowystarczalność danego państwa we wszystkich dziedzinach, na co tylko niektóre mogłyby się zdobyć. W okresie powojennym, gdy ukształtował się podział na dwa bloki ideologiczno-polityczne, wzajemne zależności państw wzmacniała relacja z supermocarstwami. Ich przywódcza pozycja pozwalała zatem na zachowanie największego pola suwerenności we wcześniej zaprezentowanym pojęciu J. Bodina.
Zacieśnianie więzi między państwami prowadzić także może do decyzji o tworzeniu instytucji ponadnarodowych. Jednym ze znamion współczesności jest dążenie do integracji nie tylko gospodarczej, ale i politycznej. Jednym z zaawansowanych przykładów pod tym względem jest Unia Europejska. W Unii kraje członkowskie łączą wybrane aspekty swojej suwerenności, aby wspólnie decydować o rozwiązaniach w ustalonych dziedzinach politycznych, jak np. polityka konkurencji lub polityka monetarna. Przykładem podziału suwerenności są również federacje, gdzie regiony utrzymują wysoki poziom autonomii wewnątrz kraju, który jest w mniejszym lub większym stopniu dzielony z rządem narodowym, np. Australia, Kanada i Brazylia.
Innym charakterystycznym elementem współczesności jest dynamiczny rozwój organizacji pozarządowych, których członkami są osoby fizyczne lub jednostki organizacyjne, a nie państwa. Skupiają one osoby oraz instytucje z różnych krajów, działające w różnych dziedzinach, z pominięciem bezpośredniego zwierzchnictwa państw. Jeszcze większe konsekwencje dla suwerennej pozycji państwa ma pojawienie się nowego typu organizacji – międzynarodowych korporacji – które mają możność sterować polityką wewnętrzną i zagraniczną państw, wykorzystując do tego wpływy finansowe i powiązania polityczne.

## Zakres suwerenności we współczesnym świecie
Pojawienie się wskazanych elementów sytuacji międzynarodowej powoduje, że suwerenność, jako zjawisko oraz idea, zmienia swój charakter. Fakt ograniczenia niezależności państw nie musi jednak oznaczać, że suwerenność nie ma znaczenia. Państwo, zrzekając się prawa do części swych decyzji na skutek wejścia w dwustronne czy wielostronne układy, może uzyskać lepszą możliwość gospodarczego, cywilizacyjnego czy społecznego rozwoju, pewniejsze gwarancje swego bezpieczeństwa. Jeśli czyni to dobrowolnie, a układy nie oznaczają podporządkowania interesom drugiej strony, to suwerenność państwa może zostać wzmocniona, stabilność kraju służy bowiem faktycznemu sprawowaniu władzy nad danym terytorium. Można również w takim kontekście widzieć procesy integracji. Państwa, tworząc ponadnarodowe wspólne instytucje i im przekazując swe dotychczasowe kompetencje, ograniczają z jednej strony swą suwerenność, z drugiej strony jednak poszerzają zakres władzy i wpływów na nowe terytoria.
Trudno jednoznacznie orzec, czy pozarządowe czy ponadnarodowe organizacje podważają istnienie suwerennego państwa. W bezpośrednich kontaktach z nimi ostateczna decyzja o zakresie ich działań na terenie danego kraju należy nadal do państwa. To ono zezwala na funkcjonowanie ich na jego terenie, podpisuje umowy, kontroluje poczynania i jest według norm międzynarodowych do tego uprawnione. Nie mogą też tego typu organizacje zastąpić państwa w rozwiązywaniu wielu współczesnych problemów stojących przed społecznością międzynarodową.
Ujawniają się nowe aspekty suwerenności państwa. Z punktu widzenia prawa suwerenność państwa jest traktowana całościowo – nie można domniemywać żadnych ograniczeń wykonywania suwerenności ani rozdzielać, w jakich sferach państwo jest mniej lub bardziej suwerenne. Może ono robić wszystko, co nie jest zakazane przez obowiązujące je normy prawa międzynarodowego.
Jednym z przejawów suwerenności jest określanie przez państwo, kto ma jego obywatelstwo.
W praktyce jednak na różnych płaszczyznach życia państwo zachowuje lub traci jej część, choć nie wynika to z litery prawa. Takimi sferami suwerenności jest suwerenność gospodarcza, polityczna, militarna, terytorialna, kulturowa. Najczęściej trudno utrzymać niezależność bez posiadania którejkolwiek z nich. Jednak mogą pojawić się różne warianty, np. gdy przy posiadaniu pełnej suwerenności politycznej państwo jest w małym stopniu suwerenne gospodarczo czy militarnie na skutek wejścia w szersze związki lub otwarcia granic przed obcym kapitałem, towarami, siłą roboczą.
Interesującym zjawiskiem jest ekspansja kulturowa, wymykająca się spod kontroli państwa ze względu na środki przekazu. Niektóre państwa widzą w tym problem, uważając, że ogranicza ona ich suwerenne prawo do kultywowania narodowych treści.
Granice, wbrew woli państwa, przekraczają także problemy ekologiczne. Niejednokrotnie wynikały na tym tle spory o zatruwanie rzek granicznych, niszczenie lasów, budowę fabryk czy elektrowni. W przeszłości sytuacja pod tym względem była prostsza, gdyż utrata niezależności w dowolnych dziedzinach nie następowała bez ekspansji militarnej i utraty władzy politycznej nad własnym terytorium. Jeśli takie okoliczności następowały, to wiązały się z upadkiem państwa i końcem przysługujących mu praw.
Sposób interpretacji sygnalizowanych zjawisk i problemów związanych z suwerennością państwa we współczesnym świecie osadzony jest w przyjmowanych za słuszne generalnych stanowiskach badawczych w nauce o stosunkach międzynarodowych. Według idealistów suwerenność państwa nie jest sprzeczna z rozwojem współpracy międzynarodowej, nie narusza jej wiązanie się układami, uczestnictwo w organizacjach i stosowanie wspólnych dla społeczności międzynarodowej norm prawnych i moralnych. Szkoła realizmu i neorealizmu zaś, przyznając tylko państwom prawo decydowania o swych interesach i poczynaniach, suwerenność wiąże z ich samowystarczalnością i siłą militarną. Odmiennie także na tę problematykę zapatrują się zwolennicy ponadnarodowego i globalnego punktu widzenia.
Nie można tej samej miary stosować do wszystkich państw. Nie wydaje się, że idea suwerenności przestała mieć znaczenie, choć twierdzenie brytyjskiego historyka Arnolda Toynbee’a: „Kult suwerenności stał się wielką religią ludzkości. Jej Bóg domaga się ofiar w ludziach”, przestaje obowiązywać na niektórych obszarach.

## Aspekty suwerenności państwa

### Formalne
Suwerenność prawna oznacza, że jeżeli dana jednostka geopolityczna jest uznana za państwo, to jest respektowana jego pozycja jako podmiotu sprawującego władzę na określonym terytorium, mającego zdolność do samodzielnego wykonywania władzy wewnętrznej i występowania w stosunkach międzynarodowych. Podległość prawu międzynarodowemu jest zasadniczym elementem ochrony tej suwerenności.
W prawie międzynarodowym terminu „suwerenność” używa się w dwóch znaczeniach: w odniesieniu do statusu państwa w stosunkach międzynarodowych – suwerenność zewnętrzna, oraz charakteru kompetencji państwa i sposobu ich wykonywania – suwerenność wewnętrzna. Suwerenność zewnętrzna oznacza, że państwa nie podlegają w stosunkach między sobą żadnej wyższej władzy poza uzgodnionym prawem międzynarodowym. Jest ona chroniona normami prawa międzynarodowego, głównie zasadą suwerennej równości państw i zakazu użycia siły lub groźby jej użycia. Suwerenność wewnętrzna odnosi się do swobody państwa w wykonywaniu kompetencji na jego terytorium i jest wyłączna, pełna i samodzielna. Wyłączność oznacza, że na terytorium danego państwa funkcjonuje struktura władzy politycznej odrębna i niezależna od innych państw.
Odnosząc się do suwerenności wewnętrznej należy wyodrębnić również jej dwa aspekty: państwowy i narodowy. Suwerenność w pierwszym aspekcie oznacza realne możliwości państwa jako organizacji politycznej do korzystania z suwerenności w rozumieniu prawa międzynarodowego. Zaś suwerenność w aspekcie drugim wskazuje na fakt, że władza państwowa wywodzi swą legitymację z demokratycznie wyrażonej woli narodu. Suwerenność prawna państwa nie jest pojęciem absolutnym. Jest ona ograniczona dwoma czynnikami: zasięgiem prawnej suwerenności innych państw oraz prawem międzynarodowym, tworzonym przez społeczność międzynarodową w oparciu o zasadę koordynacji, w celu wykreowania ładu w stosunkach międzynarodowych.

### Materialne
Suwerenność polityczna państwa oznacza obiektywne możliwości wykorzystania przez nie atrybutów związanych z posiadaniem suwerenności prawnej. Takie rozumienie pojęcia wskazuje na to, że jest to cecha stopniowalna i zależna od wielu czynników o różnej proweniencji. Do czynników tych zalicza się:
- zjawiska i procesy występujące w stosunkach międzynarodowych;
- aktualną strukturę systemu międzynarodowego;
- typ adaptacji politycznej realizowany przez danego uczestnika stosunków międzynarodowych;
- rola lub role realizowane przez danego uczestnika w odniesieniu do jego środowiska zewnętrznego;
- ogólny potencjał uczestnika stosunków międzynarodowych;
- rozumienie pojęcia suwerenności przez poszczególnych aktorów państwowych.

Adaptacja państwa rozumiana jako proces dążenia do osiągania równowagi między własnymi potrzebami i interesami a wymaganiami formułowanymi przez środowisko międzynarodowe i wewnątrzpolityczne ma trzy zasadnicze odmiany:
1. pasywna, czyli zamierzone lub niezamierzone przystosowywanie się państwa do nacisków politycznych;
2. kreatywna, to jest aktywne poszukiwanie stale zmieniającego się punktu równowagi pomiędzy dynamiką środowiska międzynarodowego i wewnętrznego środowiska społecznego, będąca próbą aktywnego kształtowania obu tych środowisk;
3. aktywna, polegająca na odmowie przystosowania się państwa do dynamiki jego środowiska politycznego i jednoczesne samodzielne kształtowanie stosunków międzynarodowych.

Nastąpiła wyraźna relatywizacja suwerenności jako wartości. Przestaje ona być pojęciem absolutnym i nienaruszalnym oraz jedynym kryterium oceny interakcji państwa z jego środowiskiem międzynarodowym. Zasada suwerenności stała się normą zewnętrzną. Nastąpiła internacjonalizacja pojęcia suwerenności, gdyż międzynarodowy porządek prawny nie chroni istnienia państwa jedynie jako podstawy stosunków międzynarodowych, lecz skupia się na jego jakości i w ten sposób dąży do zachowania stabilności czy pokoju. Mówiąc o suwerenności państwa należy odwoływać się do jego efektywności, czy zdolności ponoszenia odpowiedzialności za realizację potrzeb i interesów własnych społeczeństw. Suwerenność jako zasada prawa międzynarodowego oraz państwo narodowe nie znikają, choć istnieje wiele wyzwań. Suwerenność prawna jest bowiem niezbędna do międzynarodowego uznania państwa.

## Przekazanie suwerennych uprawnień
Państwo narodowe może samodzielnie – np. na podstawie Konstytucji – zdecydować o przekazaniu organizacji międzynarodowej wykonywania części swoich suwerennych kompetencji. Przykładem tego jest postanowienie Konstytucji RP w art. 90 ust. 1.
Niektóre państwa przekazały (scedowały) część suwerennych uprawnień na rzecz innych państw. Sytuacja taka dotyczy państw pozostających w wolnym stowarzyszeniu z USA (Wyspy Marshalla, Mikronezja, Palau). Na zasadzie innych umów swoje niektóre uprawnienia suwerenne przekazały również:
| Państwo przekazujące uprawnienia | Państwo wykonujące uprawnienia        | Dziedziny uprawnień                                               |
| -------------------------------- | ------------------------------------- | ----------------------------------------------------------------- |
| Andora                           | Francja i Hiszpania, od 1814          | Obrona.                                                           |
| Bhutan                           | Indie, w latach 1949–1971             | Polityka obronna i zagraniczna (klasyczny przykład protektoratu). |
| Brunei                           | Wielka Brytania, od 1985              | Obrona.                                                           |
| Liechtenstein                    | Szwajcaria, od 1919                   | Obrona; reprezentacja w większości kontaktów międzynarodowych.    |
| Malediwy                         | Wielka Brytania, od 1985              | Obrona.                                                           |
| Monako                           | Francja, od 1861                      | Obrona; reprezentacja w większości kontaktów międzynarodowych.    |
| Nauru                            | Australia, od 1968                    | Obrona; finanse.                                                  |
| San Marino                       | Włochy, od 1862                       | Obrona; reprezentacja w większości kontaktów międzynarodowych.    |
| Tuvalu                           | Australia, od 1978                    | Obrona; finanse.                                                  |
| Watykan                          | Szwajcaria, od 1506 i Włochy, od 1929 | Obrona (głównie Włochy, Szwajcaria – pośrednio).                  |
| Watykan                          | Stolica Apostolska, od 1929           | Reprezentacja w stosunkach dyplomatycznych.                       |

Ponadto państwa członkowskie Unii Europejskiej przekazały na rzecz UE jako związku państw część suwerennych uprawnień (np. pierwszeństwo prawa wspólnotowego przed krajowym).

## Suwerenność w prawie międzynarodowym
W prawie międzynarodowym suwerenność jest jednoznaczna z podmiotowością międzynarodowoprawną. Podmiotami prawa międzynarodowego są w pierwszym rzędzie suwerenne państwa, a jednocześnie pojęcie suwerenności wciąż odnosimy tylko do państwa i suwerennych podmiotów (np. organizacje międzynarodowe nie posiadają atrybutu suwerenności, choć mogą mieć bardzo rozległe kompetencje).